# Cocodrilo Dundee
Cocodrilo Dundee, titulada en inglés Crocodile Dundee, es una película cómica australiana-estadounidense de 1986, dirigida por Peter Faiman y protagonizada por Paul Hogan y Linda Kozlowski. Fue estrenada el 24 de abril de 1986 en Australia, el 26 de septiembre del mismo año en Estados Unidos y el 26 de febrero de 1987 en España. 
El éxito de la película llevó a producir dos secuelas de la misma, la saga, según estimaciones de Forbes llegó a vender 77 326 900 entradas solo en Estados Unidos.

## Argumento
Michael Dundee, apodado «Cocodrilo Dundee», es un cazador de cocodrilos en un lugar alejado de Australia. Casualmente llegan noticias sobre él a los Estados Unidos y un periódico de Nueva York decide enviar a un periodista para realizar un reportaje sobre este exótico personaje. 
Finalmente es la hija del editor, Sue Charlton Linda Kozlowski, la que viaja a Australia a realizarlo. Después de enviar varios reportajes sobre Dundee al periódico, y a la vista del éxito que tienen, decide llevárselo a Nueva York para que el público lo conozca mejor. En la gran ciudad todo resulta nuevo y extraño para el exótico cazador australiano, ya que estaba acostumbrado a vivir sin ninguna de las comodidades que la gran ciudad tiene.
Entre Sue y Dundee irán surgiendo sentimientos que acaban en una historia de amor; aunque Sue ya tenía un novio en la ciudad.

## Reparto
| Actor           | Personaje                     |
| --------------- | ----------------------------- |
| Paul Hogan      | Michael J. «Crocodile» Dundee |
| Linda Kozlowski | Sue Charlton                  |
| John Meillon    | Walter Reilly                 |
| Ernie Dingo     | Charlie                       |
| Steve Rackman   | Donk                          |
| Gerry Skilton   | Nugget                        |
| Gus Mercurio    | Frank                         |

La película también incluyó a un cocodrilo de agua salada llamado Burt, que murió en 2024, con una estima de vida cercana a los 100 años de edad.

## Producción

### Rodaje
Cocodrilo Dundee se rodó entre el 3 de enero y el 28 de febrero de 1986 en diversas localizaciones de Estados Unidos y Australia. Destacando las ciudades de Nueva York, Sídney y Queensland; además de diferentes localizaciones como Central Park, Manhattan, la quinta avenida, el puente de Manhattan, el Hotel Plaza o Greenwich Village. 

## Recepción

### Taquilla
Recaudó 174 millones de dólares en Estados Unidos. Sumando las recaudaciones internacionales, la cifra asciende a 328 millones. El presupuesto invertido en la producción fue de aproximadamente 8,8 millones. Las tres películas han recaudado en total 309 millones de dólares sólo en Estados Unidos.

### Crítica
En la página de Internet Rotten Tomatoes obtuvo un 88% de comentarios positivos. Destaca el comentario del crítico cinematográfico Fred Topel: 

"Divertida comedia, está completamente llena de clichés, pero funciona."
Fred Topel.

## Fechas de estreno mundial
| País                                                                          | Fecha de estreno                 |
| ----------------------------------------------------------------------------- | -------------------------------- |
| Alemania                                                                      | Jueves 15 de enero de 1987       |
| Argentina                                                                     | Jueves 9 de abril de 1987        |
| Australia                                                                     | Jueves 24 de abril de 1986       |
| Austria                                                                       | Viernes 16 de enero de 1987      |
| Bélgica                                                                       | Miércoles 28 de enero de 1987    |
| Belice · Costa Rica · El Salvador · Guatemala · Honduras · Nicaragua · Panamá | Miércoles 11 de febrero de 1987  |
| Bolivia                                                                       | Martes 28 de abril de 1987       |
| Brasil                                                                        | Jueves 22 de enero de 1987       |
| Chile                                                                         | Jueves 16 de abril de 1987       |
| Chipre                                                                        | Jueves 5 de marzo de 1987        |
| Colombia                                                                      | Jueves 9 de abril de 1987        |
| Dinamarca                                                                     | Viernes 13 de febrero de 1987    |
| Ecuador                                                                       | Miércoles 22 de abril de 1987    |
| Egipto                                                                        | Lunes 16 de noviembre de 1987    |
| España                                                                        | Jueves 26 de febrero de 1987     |
| Estados Unidos · Canadá                                                       | Viernes 26 de septiembre de 1986 |
| Filipinas                                                                     | Miércoles 11 de marzo de 1987    |
| Finlandia                                                                     | Viernes 20 de febrero de 1987    |
| Francia                                                                       | Miércoles 21 de enero de 1987    |

| País                 | Fecha de estreno                |
| -------------------- | ------------------------------- |
| Grecia               | Jueves 5 de marzo de 1987       |
| Hong Kong            | Jueves 16 de abril de 1987      |
| India                | Viernes 4 de marzo de 1988      |
| Israel               | Viernes 13 de febrero de 1987   |
| Italia               | Viernes 6 de febrero de 1987    |
| Jamaica              | Miércoles 18 de marzo de 1987   |
| Japón                | Sábado 21 de febrero de 1987    |
| Líbano               | Viernes 27 de marzo de 1987     |
| Malasia              | Jueves 9 de abril de 1987       |
| México               | Viernes 20 de marzo de 1987     |
| Noruega              | Jueves 26 de marzo de 1987      |
| Nueva Zelanda        | Viernes 12 de diciembre de 1986 |
| Países Bajos         | Jueves 11 de diciembre de 1986  |
| Perú                 | Jueves 16 de abril de 1987      |
| Portugal             | Viernes 10 de abril de 1987     |
| Puerto Rico          | Jueves 20 de noviembre de 1986  |
| Reino Unido Irlanda  | Viernes 12 de diciembre de 1986 |
| República Dominicana | Jueves 16 de abril de 1987      |
| Singapur             | Jueves 7 de mayo de 1987        |
| Sudáfrica            | Viernes 5 de diciembre de 1986  |
| Suecia               | Viernes 30 de enero de 1987     |
| Suiza                | Viernes 16 de enero de 1987     |
| Tailandia            | Sábado 25 de abril de 1987      |
| Taiwán               | Sábado 6 de junio de 1987       |
| Uruguay              | Jueves 9 de abril de 1987       |
| Venezuela            | Miércoles 15 de abril de 1987   |

## Premios y nominaciones

### Premios Óscar
| Año  | Categoría            | Nominado (os)                      | Resultado |
| ---- | -------------------- | ---------------------------------- | --------- |
| 1987 | Mejor guion original | Paul Hogan Ken Shadie John Cornell | Nominados |

### Premios Globo de Oro
| Año  | Categoría                     | Nominado (a)    | Resultado |
| ---- | ----------------------------- | --------------- | --------- |
| 1987 | Mejor actor comedia o musical | Paul Hogan      | Ganador   |
| 1987 | Mejor actriz de reparto       | Linda Kozlowski | Nominada  |

### Premios BAFTA
| Año  | Categoría            | Nominado (os)                      | Resultado |
| ---- | -------------------- | ---------------------------------- | --------- |
| 1987 | Mejor actor          | Paul Hogan                         | Nominado  |
| 1987 | Mejor guion original | Paul Hogan Ken Shadie John Cornell | Nominados |